# 西蒙·納西斯·博贊加
西蒙·納西斯·博贊加（法語：Simon Narcisse Bozanga，生於1942年）是前中非共和國總理，其任期從1981年4月4日至1981年9月1日為止，最後該政府因為軍事政變而遭到推翻。在擔任總理之前，博贊加分別在1978年至1979年擔任加彭大使，並且於1980至1981年期間擔任司法部部長。